# Ángel Blanco (luchador)
José Ángel Vargas Sánchez (Atoyac, Jalisco, 2 de agosto de 1938 - Nuevo Laredo, Tamaulipas, 26 de abril de 1986), más conocido como Angel Blanco, fue un luchador profesional mexicano. Durante su carrera, trabajó para importantes empresas de la lucha libre como la Empresa Mexicana de Lucha Libre (EMLL) y en la Universal Wrestling Association (UWA).

## Primeros años
José Vargas nació el 2 de agosto de 1938, hijo de Francisco Vargas y Francisca Sánchez, en la pequeña localidad de Atoyac, Jalisco, México. Al crecer en Jalisco, se convirtió en un fanático de la lucha libre, que fue el pasatiempo más popular de las décadas de 1930 y 1940. Cuando tuvo la edad suficiente, comenzó a entrenar con el famoso entrenador de lucha de Jalisco, Diablo Velasco y Miguel Navarrete.

## Carrera
Para 1960, Vargas estaba listo para hacer su debut en la lucha libre profesional, eligiendo el nombre "Ranchero" Vargas como su nombre de ring. En 1962 Vargas se convirtió en un enmascarado, o luchador enmascarado, cuando adoptó el personaje del ring "Gato Negro". Su carrera como luchador enmascarado llegó a su fin después de menos de un año cuando Vargas perdió una Luchas de Apuesta ante José Gómez y luego se vio obligado a desenmascarar. Después de su paso como Gato Negro, comenzó a trabajar como "Cruz Diablo", haciendo equipo con Black Gordman para formar Los Hermanos Diablo.
Vargas trabajó como Cruz Diablo hasta que Gonzalo González, un promotor en Torreón, decidió cambiarle el nombre a Ángel Blanco, dándole una máscara y un atuendo blancos inmaculados. Uno de los primeros compañeros de equipo de Ángel Blanco fue El Enfermero, con quien Ángel Blanco reemplazó a su anterior compañero Médico Asesino que había muerto en 1964.
A principios de 1966, Ángel Blanco comenzó a formar equipo con otro luchador vestido de blanco, el Dr. Wagner, para formar el equipo La Ola Blanca. El equipo se convirtió rápidamente en uno de los equipos mejor coordinados y talentosos, ya que el estilo de los dos luchadores enmascarados se complementaban muy bien. La Ola Blanca comenzó a encabezar carteleras en todo México, atrayendo multitudes cada vez que se enfrentaban a los mejores talentos locales. A fines de 1969, el equipo ganó un torneo de parejas de varias semanas para ganar una oportunidad en el Campeonato Nacional de Parejas celebrado por El Santo y Rayo de Jalisco, un equipo que era prácticamente invencible hasta ese momento. La Ola Blanca derrotó a Santo y Rayo en tres caídas muy reñidas para llevarse el campeonato. Durante los dos años siguientes, La Ola Blanca defendió sus títulos ante equipos de primer nivel como Mil Máscaras y Black Shadow y Los Rebeldes (René Guajardo y Karloff Lagarde). El equipo fue votado como el "Equipo de etiqueta del año" de la revista Box y Lucha en 1966 y nuevamente en 1967. Al principio de su carrera, La Ola Blanco se convirtió en un trío cuando agregaron a El Enfermero, pero el trío no duró tanto como El Enfermero iba a viejo para seguir el ritmo de la intensidad de Wagner y Ángel Blanco. La Ola Blanca volvería a ser un trío cuando el novato El Solitario se uniera al grupo. El Solitario tenía tanto el talento como el carisma para estar a la altura de Wagner y Ángel Blanco. Más allá de trabajar en equipo con el Dr. Wagner y El Solitario, Ángel Blanco también trabajó con Ray Mendoza y Dorrel Dixon. Blanco derrotó a Mendoza para ganar el Campeonato Mundial de Peso Ligero de la NWA el 9 de mayo de 1969, perdiéndolo ante Ray Mendoza en la víspera de Navidad de 1968. Ángel Blanco ganó el Campeonato Nacional de Peso Pesado de México de manos de Raúl Reyes en 1969. Para 1969 el grupo estaba el equipo de Rudó más grande de todo México, pero El Solitario comenzó a ganar muchos seguidores entre los fanáticos. La popularidad de El Solitario solo se disparó cuando el Dr. Wagner y Ángel Blanco se volvieron contra él una noche durante un partido y lo atacaron. El ataque a El Solitario inició una de las historias más grandes y de mayor duración en la lucha libre, que abarca tres décadas. En 1972, El Solitario derrotó a Ángel Blanco en una lucha de apuesta, desenmascarándolo. La rivalidad entre La Ola Blanca no se ralentizó debido al desenmascaramiento y atrajo a casas llenas en todo México cuando La Ola se enfrentó a El Solitario y varios socios como El Santo o Rayo de Jalisco. El 26 de octubre de 1973, Ángel Blanco finalmente perdió el Campeonato Nacional de Peso Completo ante Enrique Vera, poniendo fin a un reinado de título de más de tres años.
Después de su desenmascaramiento, Vargas luchó a veces como "Ranchero" Vargas, pero siguió volviendo a su nombre de "Ángel Blanco". Cuando se creó la Universal Wrestling Association (UWA) al separarse de EMLL, Ángel Blanco fue uno de los luchadores que dejó EMLL y ayudó a que la UWA fuera un gran éxito a finales de la década de 1970. A fines de la década de 1970, La Ola Blanca se había separado y los dos ahora luchaban entre sí en lugar de formar un equipo, llegando incluso a derrotar a Ángel Blanco en un partido de Apuesta el 1 de enero de 1979, dejando a su excompañero de equipo calvo. El 13 de noviembre de 1983, Ángel Blanco se convirtió en el Campeón Nacional de Peso Crucero cuando derrotó a El Insólito en la final de un torneo de 16 hombres. Blanco mantuvo el título durante casi un año antes de perderlo ante Adorable Rubí el 7 de octubre de 1984.

## Muerte
El 27 de abril de 1986, Vargas estaba programado para hacer equipo con su hijo para enfrentar al equipo del Dr. Wagner y el Dr. Wagner Jr. Mientras conducía a Monterrey desde Nuevo Laredo el auto que transportaba a Vargas, Solar, Dr. Wagner, Mano Negra, y Jungla Negra se estrelló cuando uno de los neumáticos explotó. Vargas, el conductor del automóvil, murió en el impacto, mientras que Dr. Wagner sufrió una severa lesión en la columna vertebral que requirió colocarle alambres de acero y lo dejó en silla de ruedas, y puso fin a su carrera en la lucha libre profesional. Los médicos le dijeron que nunca volvería a caminar, pero que luego aprendería a caminar con el uso de un bastón. Los tres luchadores restantes, todos pasajeros en el asiento trasero, solo sufrieron heridas leves.

## Familia
A lo largo de los años, varios miembros de la familia de Vargas se han convertido en luchadores profesionales, la mayoría de ellos con el nombre de "Ángel Blanco" que estableció Vargas. El Ángel Blanco Jr. original no era el hijo, sino el yerno de Vargas y oficialmente se le permitió tomar el nombre. El Ángel Blanco Jr. original ahora se conoce como Rey Salomón ya que el hijo de Vargas se hizo cargo del Ángel Blanco Jr. Los luchadores que trabajan como "El Hijo de Ángel Blanco" I y II también son hijos de Vargas. En los últimos años ha debutado un Vargas de tercera generación, hijo del segundo Ángel Blanco Jr. trabaja como Horus.

## Campeonatos y logros
- Empresa Mexicana de Lucha Libre
  - Campeonato en Parejas de Arena México de EMLL  (1 vez) – con Dr. Wagner[6]
  - Campeonato Nacional de Peso Completo (1 vez)[7]
  - Campeonato Nacional de Peso Crucero (1 vez)[4]
  - Campeonato Nacional en Parejas (1 vez) – con Dr. Wagner[8]
  - Campeonato Mundial de Peso Semicompleto de la NWA  (1 vez)[9]

- NWA Los Angeles
  - NWA Americas Tag Team Championship (1 vez) – con Dr. Wagner[10]